# GameRevolution
Game Revolution（原Game-Revolution，或称GR），是1996年创立的电子游戏网站。网站位于美国加利福尼亚伯克利，范围涵盖评论、预览、游戏下载、作弊码、商店以及网络漫画、截图和视频。他们的特色页面有杰克·汤普森调侃文、E3、次世代游戏机相关宣传，以及电子游戏争论。小品文包括布莱恩·克莱文杰的“8位剧场”和Scott Ramsoomair的“VG Cats”。网站还参与电子游戏市场营销，如《圣铠传说：七悲》。Game Revolution是现存最早的电子游戏评论与新闻网站之一。

## 脚注
1. ↑  . Midway.com.   [2013-10-28]. （原始内容存档于2008-06-22）.